# AirTran Airways
AirTran Airways (im Außenauftritt AirTran) war eine US-amerikanische Billigfluggesellschaft mit Sitz in Atlanta. Sie entstand nach dem Erwerb der früheren AirTran Airways durch ValuJet Airlines und ist seit Herbst 2010 ein Tochterunternehmen von Southwest Airlines. Der letzte Flug wurde am 28. Dezember 2014 durchgeführt, seitdem ist die Fluggesellschaft vollständig in Southwest Airlines integriert.

## Geschichte

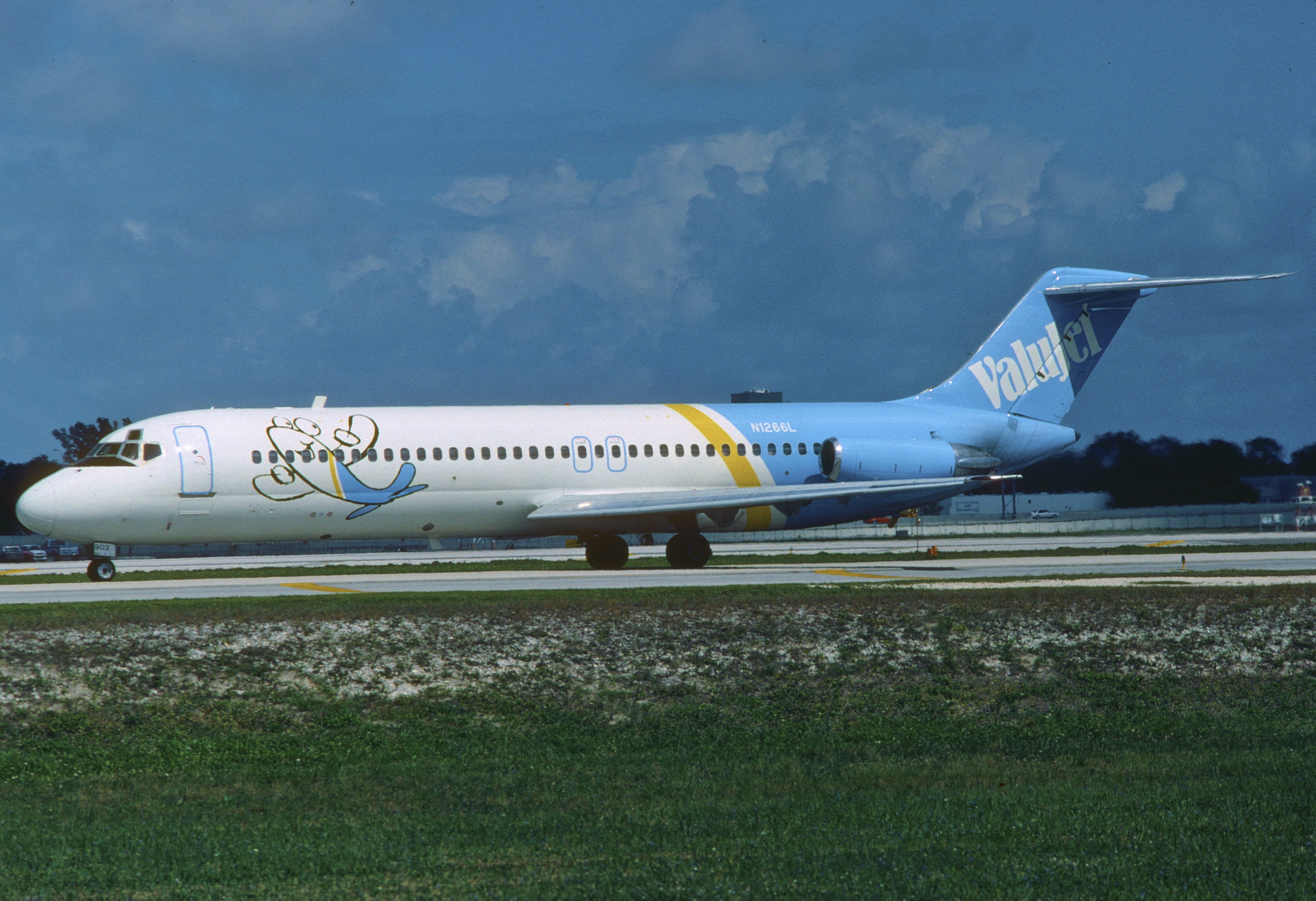
Eine Douglas DC-9 der ValuJet Airlines im Februar 1994

Bei ValuJet handelte es sich um eine US-amerikanische Billigfluggesellschaft. Die Farben der Fluggesellschaft waren hellblau, weiß und gelb. Der ValuJet-Teil der AirTran-Geschichte ist sowohl durch große Erfolge als auch durch Mängel in der Instandhaltung geprägt. Aufsehen erregte ein Unfall im Jahr 1996, bei dem alle Menschen an Bord ums Leben kamen.

### Gründung der ValuJet

Ehemaliges Logo der ValuJet Airlines

Im Jahre 1993 wurde ValuJet Airlines Inc. mit Sitz in Atlanta, GA gegründet. Zu dieser Zeit war zwar der Westen der USA vom Low-Cost-Pionier Southwest Airlines erschlossen, der Südosten war jedoch von den großen, konventionellen Fluggesellschaften American Airlines (Miami) und Delta Air Lines (Atlanta) dominiert. Die Ironie der Luftfahrtgeschichte wollte es wohl, dass ValuJets erstes Flugzeug vom Konkurrenten und zukünftigen Erzrivalen Delta stammte und von Atlanta, wo auch Delta ihren Sitz hatte, aus zu den ersten Flügen nach Florida startete. Am 26. Oktober 1993 wurde der Betrieb zwischen Atlanta und Orlando, Tampa und Jacksonville aufgenommen. Alle Flüge fanden ausschließlich mit dieser einen Douglas DC-9-32 statt.
Die Gründer der Fluggesellschaft, Robert Priddy, Maury Gallagher, Tim Flynn und Lewis Jordan hatten alle Erfahrung in der Branche gesammelt. Zum Logo der Fluggesellschaft wurde ein grinsendes Flugzeug, welches aufgrund seines Aussehens den Spitznamen „Critter“ bekam. So kam es auch, dass das Rufzeichen der ICAO (ICAO-Callsign) von ValuJet „Critter“ wurde.

### Schnelle Expansion
Die Douglas DC-9 wurde von der Fluggesellschaft aus vielerlei Gründen gewählt. Einerseits ermöglichte dieser Flugzeugtyp kurze Bodenzeiten und galt in der Wartung als leichter zu handhaben als die vergleichbare Boeing 737-200, andererseits musterten genau zu dieser Zeit viele Fluggesellschaften ihre DC-9-Flotten aus, so dass viele dieser Flugzeuge auf dem Gebrauchtflugzeugmarkt verfügbar waren. Die erste DC-9 wurde schnell durch weitere Maschinen des gleichen Typs von Delta Air Lines ergänzt. Zum ersten Mal erregte ValuJet im Juni 1994 Aufmerksamkeit, als die Gesellschaft bereits ihre 15. DC-9 in die Flotte aufnahm. Das Geschäftsjahr 1994 schloss die Gesellschaft mit einem Gewinn von 21 Millionen US-Dollar ab. Somit wurde ValuJet die US-Fluggesellschaft, die am schnellsten von der Gründung aus in die Gewinnzone flog. Weitere DC-9 folgten im Laufe der Zeit, unter anderem von Turkish Airlines. Bis zum Mai 1996 wuchs die Flotte auf 48 DC-9 und vier Maschinen vom Typ McDonnell Douglas DC-9-82/MD-80.
Im Oktober 1995 schockierte ValuJet erneut die Fachwelt, als die Gesellschaft Erstkunde für die MD-95 wurde, einen neuen Flugzeugtyp von McDonnell Douglas. Es wurden 50 Flugzeuge fest bestellt und Optionen auf weitere 50 Maschinen aufgenommen.

### ValuJet im Zwielicht
Die schnelle Expansionspolitik hatte ihren Preis. Die Wartungsverfahren von ValuJet waren dadurch gekennzeichnet, dass kleine Schäden stets provisorisch repariert wurden, um die Maschinen weiterhin betreiben zu können. Wartungen wurden oft hinausgezögert und die Quote von außergewöhnlichen Zwischenfällen lag zehnmal höher als im US-amerikanischen Durchschnitt. So mussten 1994 15, 1995 57 und allein zwischen Januar und Mai 1996 weitere 57 Flugzeuge der ValuJet Airlines ihren Flug aus technischen Gründen unterbrechen und außerplanmäßig landen. Im Februar 1996 wurde ValuJet dazu angehalten, vor der Inbetriebnahme von weiteren Flugzeugen und der Aufnahme weiterer Strecken die Erlaubnis der US-Luftfahrtbehörde FAA einzuholen. Einen solchen Eingriff in den Luftverkehr gab es seit der Deregulierung von 1979 nicht. ValuJet bewarb sich im Jahr 1995 auch um einen Vertrag des US-Verteidigungsministeriums, welcher aufgrund mangelnder Sicherheit nicht an ValuJet ging.
Der Unfall am 11. Mai 1996 mit 110 Toten führte dazu, dass die FAA am 17. Juni ValuJet die Fluglizenz entzog. ValuJet wurde beschuldigt, die Sicherheitsstandards der SabreTech nicht genügend überwacht zu haben. Letztendlich führte dieser Unfall zu Änderungen in den IATA Dangerous Goods Regulations, dem Regelwerk für die Verladung gefährlicher Güter.

### Phoenix aus der Asche
Am 30. September 1996, nachdem ValuJet alle Auflagen der FAA und des Verkehrsministeriums DOT erfüllte, wurde der Flugbetrieb mit 15 DC-9 auf einem stark verkleinerten Streckennetz wieder aufgenommen. Obwohl jeden Monat das Streckennetz und die Flotte wieder wuchsen, litt ValuJet immer noch unter ihrem negativen Image. Dies brachte die Idee zu einem spektakulären Coup: ValuJet erwarb die Airways Corp., Mutter der Fluggesellschaft AirTran Airways, und übernahm die Identität von AirTran. Der Kauf wurde am 11. Juli 1997 bekanntgegeben und die Integration am 17. November 1997 abgeschlossen.

### Die neue AirTran
Die Übernahme von AirTran und die daraus resultierende Namensänderung brachten die Wende. Schon im Jahr der Fusion bot AirTran die Möglichkeit der Sitzplatzvergabe an, was sich vom Free-Seating-Konzept der anderen Billigfluggesellschaften abhob. Weitere Elemente der klassischen Linienfluggesellschaften, wie z. B. die Einführung einer Business Class oder ein Vielfliegerprogramm sollten folgen, trotzdem blieb AirTran im Großen und Ganzen dem Konzept einer Billigfluggesellschaft treu. Unrentable Strecken aus dem ehemaligen AirTran-Netz wurden eliminiert und auch die ersten Boeing 737-200, die nach der Übernahme zur Flotte stießen, wurden ausgemustert.

#### 1998–1999
Im Juli 1998 präsentierte AirTran erstmals nach dem Unfall wieder ein positives Quartalsergebnis. Kurz davor erhielt die Fluggesellschaft den Titel „Beste nationale Billigfluggesellschaft“ der Zeitschrift Entrepreneur Magazine. Der Titel ging auch 2001, 2002 und 2004 an die Fluggesellschaft. Nachdem lange um die Zukunft des Boeing-717-Programms (ehemals MD-95) gezittert wurde, übernahm AirTran am 24. September 1999 ihre erste neue Maschine aus dem ValuJet-Auftrag. Kurze Zeit später, am 12. Oktober begann man mit den ersten kommerziellen 717-Flügen. Mit der Lieferung weiterer Boeing 717 wurden die letzten Boeing 737-200 ausgemustert.

#### 2000–2001
Am 12. Dezember 2000 nahm die Gesellschaft mit Flügen von Atlanta nach Grand Bahama Island ihre ersten internationalen Flüge auf. Die Anschläge vom 11. September 2001 trafen Air Tran genauso wie den Rest der Branche, so dass die Gesellschaft ihr Streckennetz um 20 % reduzieren musste. Doch schon am 7. Oktober erreichte das AirTran-Streckennetz wieder die alte Größe. AirTran wurde auch die erste US-Fluggesellschaft, die alle nach dem 11. September erlassenen Sicherheitsauflagen erfüllte (z. B. Verstärkung der Cockpittüren). Auch sonst erwies sich AirTran, im Gegensatz zum Vorgänger ValuJet, als vorbildlich in Sachen Sicherheit. Trotzdem wurde von nun an wieder eine aggressive Expansionspolitik wie zu alten ValuJet-Zeiten verfolgt. So übernahm AirTran zwischen 2001 und 2003, zusätzlich zu den eigenen bestellten Maschinen, 22 fast neue Boeing 717 aus ehemaligen TWA-Beständen.

#### 2002–2003
Am 15. August 2002 ging AirTran an die Börse. Die Expansionspolitik wurde auch weiterhin verfolgt. Dafür wurde im November 2002 ein Abkommen mit der Regionalfluggesellschaft Air Wisconsin geschlossen und einige Kurzstrecken an diese Fluggesellschaft abgegeben. Der Vertrag lief Mitte 2004 aus, ermöglichte AirTran seinerzeit aber einige 717 und DC-9 für neue Mittelstrecken freizusetzen. 2003 wurde ein weiterer Kooperationsvertrag geschlossen, diesmal mit der Chartergesellschaft Ryan International Airlines. Da die Reichweite der 717 nicht für Flüge an die Westküste ausreichte, betrieb Ryan International einige Airbus A320 in AirTran-Farben auf Flügen von Atlanta nach Las Vegas, Denver und Los Angeles. Zur langfristigen Lösung der Probleme bestellte AirTran jedoch am 1. Juli 2003 100 Boeing 737-700.

#### 2004
Am 5. Januar 2004 ging ein großes Kapitel zu Ende: Die letzte Douglas DC-9 wurde ausgemustert und damit auch die letzte Erinnerung an ValuJet-Zeiten. Eine der ersten ehemaligen ValuJet DC-9 ging an das Virginia Air and Space Museum in Norfolk, Virginia und ist dort in AirTran-Farben ausgestellt. Im Juni folgte die Einführung der ersten Boeing 737-700.

### Übernahme durch Southwest Airlines
Seit der Wahl von Joseph Leonard zum Vorsitzenden im Januar 1999 flog die Gesellschaft in jedem Quartal ein positives Ergebnis ein. Eine Ausnahme bildete allein das vierte Quartal 2001 (nach den Anschlägen vom 11. September 2001). Das Ende der Erfolgsserie war, trotz des Auftauchens des starken Konkurrenten JetBlue im Nordosten, nicht abzusehen. Nach Southwest Airlines und JetBlue Airways war AirTran 2007 die drittgrößte Billigfluggesellschaft der USA und die fünftgrößte weltweit. Viele Maschinen von AirTran waren mit einem System zur drahtlosen Internetnutzung an Bord von Gogo Inflight Internet ausgestattet, wodurch auch während des Fluges innerhalb der USA die Internetnutzung gegen Gebühr möglich war.
Im September 2010 wurde bekannt, dass AirTran durch den Konkurrenten Southwest Airlines zum Preis von 1,4 Milliarden US-Dollar übernommen wird. Im Zuge dessen wurde die Flotte bis Mitte 2014 sukzessive von ehemals über 120 Flugzeugen deutlich reduziert, da Maschinen verkauft und Routen durch Southwest Airlines selbst übernommen wurden.
Die AirTran führte am 28. Dezember 2014 ihren letzten Flug durch und ist seitdem komplett in Southwest integriert.

## Flotte

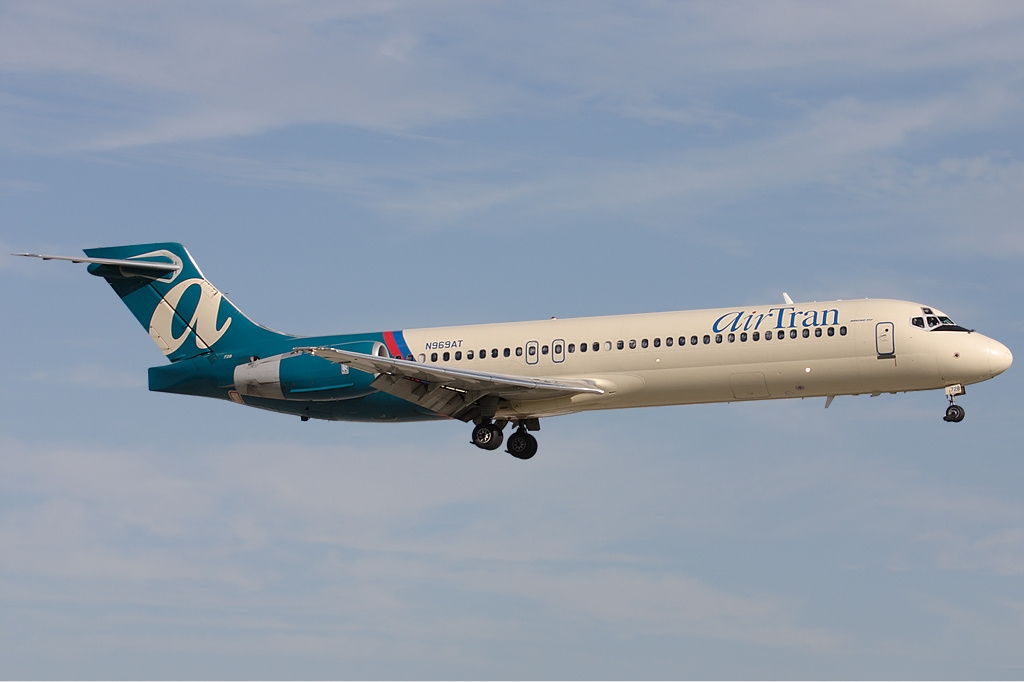
Eine Boeing 717-200 der AirTran

Folgende Flugzeuge wurden von Valujet vor der Fusion betrieben:
- 04 Douglas DC-9-20
- 47 Douglas DC-9-30, 41 wurden davon bei der Fusion an AirTran übergeben, 2 gingen bei Zwischenfällen verloren
- 01 McDonnell Douglas MD-81
- 02 McDonnell Douglas MD-82
- 01 McDonnell Douglas MD-83

Folgende Flugzeuge wurden von AirTran (alt und neu) betrieben:
- 04 Airbus A320-200, betrieben von Ryan International für AirTran (neu)
- 89 Boeing 717-200, AirTran war der weltweit größte Betreiber der 717
- 11 Boeing 737-200, betrieben von AirTran (alt und neu)
- 60 Boeing 737-700; mit Winglets ausgestattet
- 41 Douglas DC-9-30, übernommen von ValuJet

Im Jahr 2014 bestand die Flotte der Gesellschaft aus 42 Boeing 717-200 und 32 Boeing 737-700.

## Zwischenfälle
- Am 8. Juni 1995 brachen die Piloten einer Douglas DC-9-32 der Valujet (Luftfahrzeugkennzeichen N908VJ) auf dem Flughafen Atlanta (USA) den Start ab. Auslöser war ein Triebwerksausfall, der durch eine korrodierte Triebwerkskomponente verursacht worden war. Die Maschine begann zu brennen. Alle 62 Insassen überlebten. Das betroffene Triebwerksteil war bei der Wartung 1991 durch Turkish Airlines kontrolliert worden.[8]

- Am 11. Mai 1996 stürzte eine Douglas DC-9-32 der Valujet (N904VJ) neun Minuten nach dem Start vom Flughafen Miami in die Everglades-Sümpfe. Ursache dafür waren mehrere Fehler durch Valujet und die Firma SabreTech bei der Verladung von 5 Kartons Sauerstoffgeneratoren einer McDonnell Douglas MD-80, die für die Sauerstoffmasken von Passagierflugzeugen verwendet werden. Alle 110 Menschen an Bord starben. Der Unfall führte dazu, dass die FAA am 17. Juni ValuJet die Fluglizenz entzog (siehe ValuJet-Flug 592).[9]

- Am 1. November 1998 traten bei einer Boeing 737-200 der AirTran Airways (EI-CJW) nach dem Start infolge eines Wartungsfehlers vor dem Flug Probleme mit der Hydraulik auf, bei der anschließenden Notlandung in Atlanta kam die Maschine von der Landebahn ab und wurde dabei stark beschädigt, sodass diese abgeschrieben werden musste.[10]

- Am 8. August 2000 führten die Piloten einer Douglas DC-9-32 der AirTran Airways (N838AT) Richtung Atlanta, Georgia eine Notlandung in Greensboro durch. Kurz nach dem Start erklärte die Flugbesatzung einen Notfall durch ein Feuer und Rauch im Cockpit während des Fluges. Es wurde eine Notfall-Evakuierung durchgeführt. Von den 58 Passagieren und 5 Besatzungsmitgliedern an Bord erhielten 3 Besatzungsmitglieder und 5 Passagiere leichte Verletzungen durch Rauchvergiftung. 5 Passagiere und 1 Mitarbeiter am Boden wurden bei der Evakuierung leicht verletzt. Am Flugzeug kam es zu erheblichen Brand-, Hitze- und Rauchschäden und wurde abgeschrieben.[11]

- Am 29. November 2000 führte die Flugbesatzung einer Douglas DC-9-32 der AirTran Airways (N826AT) eine Notlandung in Atlanta durch. Kurz nach dem Start stellten die Piloten fest, dass mehrere Leistungsschalter ausgelöst hatten und Störungsmeldeleuchten aktiv waren. Nach der Landung meldete eine der Flugbegleiterinnen, dass von der linken Seitenwand in der vorderen Kabine Rauch austrat; das Flugsicherungspersonal informierte die Flugbesatzung auch, dass Rauch aus dem Flugzeug kam. Die Flugbesatzung leitete sofort eine Notfallevakuierung auf dem Rollweg ein. Dabei sind von den 5 Besatzungsmitgliedern und 92 Passagieren an Bord 13 Passagiere leicht verletzt wurden. Das Flugzeug wurde als Totalschaden abgeschrieben. Der ursprüngliche Flugziel war Akron in Ohio.[12]